# Brother Louie (Hot Chocolate)
Brother Louie is een lied geschreven door Errol Brown en Tony Wilson. Het lied gaat over een interraciale liefdesaffaire. Brown en Wilson maakten deel uit van Hot Chocolate. Het nummer is deels geïnspireerd op Louie Louie. Toch was Hot Chocolate niet de muziekgroep die er de grootste successen mee boekte. In totaal verscheen er een tiental covers van.

## Hot Chocolate
Hot Chocolate bracht het lied in 1973 uit op single. Die band zou zeventien hits scoren in Nederland, maar deze zat daar nog niet bij. Het nummer geschreven door de zanger en basgitarist van de band scoorde alleen in het Verenigd Koninkrijk. Het was daar al hun vijfde hit. Het haalde in tien weken notering de zevende plaats als hoogste. Alexis Corner zingt een partijtje mee op deze single. Het eerste album van de band kwam overigens pas twee jaar later uit.

## Stories
De succesvolste cover van Hot Chocolate's nummer kwam van de Amerikaanse band Stories. Zij haalde in 1973 de eerste plaats in de Billboard Hot 100 met hun versie. Het was een van de drie singles van die band die die lijst haalden; de andere twee zouden het succes van Brother Louie niet evenaren.
Wim Wenders gebruikte deze versie in zijn film Alice in the Cities.
De B-kant What comes after is geschreven door Ian Lloyd en Michael Brown.

### Hitnotering
Het plaatje werd ook een bescheiden succes in Nederland en Duitsland. In het Verenigd Koninkrijk haalde het de Top-50 niet.

#### Nederlandse Top 40
| Positie: | 34 | 27 | 26 | 32 | 40 | uit |

#### NederlandseDaverende 30
| Positie: | 24 | 21 | 21 | 21 | 27 | uit |

#### NPO Radio 2 Top 2000
Brother Louie stond alleen in 1999 in de NPO Radio 2 Top 2000, op plek 1939.

## Bert Heerink
Bert Heerink bracht in 1995 een album uit met Nederlandstalige covers. Naast nummers van Boston en Kansas verscheen zijn versie van Brother Louie. Harry Kramp vertaalde het naar Julie July. Het plaatje werd door Heineken gebruikt in een bierreclame.
De B-kant, De zon in de winter, was een Nederlandstalige versie van Europes The final countdown.

### Hitnotering

#### Nederlandse Top 40
| Positie: | 37 | 21 | 13 | 10 | 10 | 9 | 9 | 10 | 14 | 21 | 34 | uit |

#### Mega Top 50
| Positie: | 35 | 25 | 15 | 9 | 7 | 6 | 7 | 9 | 14 | 24 | 40 | uit |